# Melanolophia flaviceps
Melanolophia flaviceps là một loài bướm đêm trong họ Geometridae.